# Arrernte (taal)
Arrernte of Aranda is de benaming voor een als één taal beschouwd dialectcontinuüm dat wordt gesproken door de Arrernte, een bevolkingsgroep die vooral leeft in de omgeving van Alice Springs. Op veel scholen in Alice Springs wordt het Arrernte als verplichte taal onderwezen, naast het Frans en Indonesisch.

## Fonologie
|                | Perifere medeklinker | Perifere medeklinker | Perifere medeklinker | Coronaal | Coronaal  | Coronaal  | Coronaal |
| Laminaal       | Laminaal             | Perifere medeklinker | Perifere medeklinker | Apicaal  | Apicaal   |           |          |
| Bilabiaal      | Velaar               | Uvulaar              | Palataal             | Dentaal  | Alveolaar | Retroflex |          |
| -------------- | -------------------- | -------------------- | -------------------- | -------- | --------- | --------- | -------- |
| Plosief        | p pʷ                 | k kʷ                 |                      | c cʷ     | t̪ t̪ʷ      | t tʷ      | ʈ ʈʷ     |
| Nasaal         | m mʷ                 | ŋ ŋʷ                 |                      | ɲ ɲʷ     | n̪ n̪ʷ      | n nʷ      | ɳ ɳʷ     |
| Plosief-nasaal | pm pmʷ               | kŋ kŋʷ               |                      | cɲ cɲʷ   | t̪n̪ t̪n̪ʷ    | tn tnʷ    | ʈɳ ʈɳʷ   |
| Lateraal       |                      |                      |                      | ʎ ʎʷ     | l̪ l̪ʷ      | l lʷ      | ɭ ɭʷ     |
| Approximant    | w                    | ɰ~ʁ                  | ɰ~ʁ                  | j jʷ     |           |           | ɻ ɻʷ     |
| Flap/Tril      |                      |                      |                      |          |           | r rʷ      |          |

/ɰ~ʁ/ wordt beschreven als velaar ([ɰ]) door Breen (2005), en als uvulaar ([ʁ̞]) door Henderson (2003).
Plosieven zijn niet geaspireerd.

### Klinkers
|                   | Voorste klinker | Centrale klinker | Achterste klinker |
| ----------------- | --------------- | ---------------- | ----------------- |
| Hoge klinker      | [(i)]           |                  | [(u)]             |
| Middelste klinker |                 | [ə]              |                   |
| Lage klinker      |                 | [a]              |                   |

Alle dialecten hebben de klinkers /ə a/, en dit zijn tevens de enige twee fonemen. Er zijn geen allofonen die door de fonologische context worden bepaald. Wel is sprake van vrije variatie; zo kan de klinker /ə/ in alle contexten worden gearticuleerd als [ɪ ~ e ~ ə ~ ʊ].

## Fonotaxis
Lettergrepen van het Arrernte hebben de structuur KM(M), wat betekent dat er geen aanzet is terwijl de coda een verplicht deel van de lettergreep is. Bij woorden van een of twee lettergrepen treedt suppletie van meervoudsuitgangen op. De klemtoon valt op de eerste nucleus voorafgegaan door een medeklinker. Door middel van reduplicatie van het KM-gedeelte van de woordstam wordt de iteratieve vorm van werkwoorden gevormd.

## Grammatica
| suffix           | gloss                   |
| ---------------- | ----------------------- |
| +aye             | nadruk                  |
| +ewe             | meer nadruk             |
| +eyewe           | zeer veel nadruk        |
| +ke              | voor                    |
| +le              | handelend voorwerp      |
| +le              | instrument              |
| +le              | locatie                 |
| +le-arlenge      | samen, met              |
| +nge             | van(uit)                |
| -akerte          | hebbend                 |
| -arenye          | van (uit), vereniging   |
| -arteke          | overeenkomst            |
| -atheke          | richting                |
| -iperre, -ipenhe | na, van(uit)            |
| -kenhe           | behoort tot             |
| -ketye           | omdat (verkeerd gevolg) |
| -kwenye          | zonder                  |
| -mpele           | door middel van, via    |
| -ntyele          | van(uit)                |
| -werne           | naar                    |
| +ke              | verleden                |
| +lhe             | reflexief               |
| +me              | tegenwoordige tijd      |
| +rre/+irre       | wederkerig              |
| +tyale           | negatief bevel          |
| +tye-akenhe      | negatief                |
| +tyeke           | doel/bedoeling          |
| +tyenhe          | toekomst                |
| Ø                | imperatief              |

### Voornaamwoorden
| persoon | getal     | onderwerp   | lijdend voorwerp               | meewerkend voorwerp | possessief        |
| ------- | --------- | ----------- | ------------------------------ | ------------------- | ----------------- |
| 1       | enkelvoud | ayenge/the  | ayenge/ayenhe                  | atyenge             | atyenhe/atyinhe   |
| 1       | dualis    | ilerne      | ilernenhe                      | ilerneke            | ilernekenhe       |
| 1       | meervoud  | anwerne     | anwernenhe                     | anwerneke           | anwernekenhe      |
| 2       | enkelvoud | unte        | ngenhe                         | ngkwenge            | ngkwinhe          |
| 2       | dualis    | mpwele      | mpwelenhe                      | mpweleke            | mpwelekenhe       |
| 2       | meervoud  | arrantherre | arrenhantherre                 | arrekantherre       | arrekantherrenhe  |
| 3       | enkelvoud | re          | renhe                          | ikwere              | ikwerenhe         |
| 3       | dualis    | re-atherre  | renhe-atherre renhe-atherrenhe | ikwere-atherre      | ikwere-atherrenhe |
| 3       | meervoud  | itne        | itnenhe                        | itneke              | itnekenhe         |